# Zamek w Raciążku
Zamek w Raciążku – zamek biskupi znajdujący się w dawnym mieście Raciążek, w gminie Raciążek, w powiecie aleksandrowskim, w województwie kujawsko-pomorskim. Położony na krawędzi doliny Wisły. Obecnie w stanie ruiny.

## Gród
W miejscu dzisiejszego zamku istniał gród drewniano-ziemny, o czym wiadomo dzięki wystawieniu dokumentu w 1250 roku w tym miejscu przez księcia Kazimierza I kujawskiego. Kolejny dokument wystawił tutaj biskup Wolimir ze Świętopełkiem, więc można uznać, że było to w tym czasie ważne miejsce. W czasie wojny polsko-krzyżackiej (1327–1332) Raciążek został w 1329 i w 1330 roku oblężony przez Krzyżaków, którzy po ośmiodniowym oblężeniu zdobyli i zniszczyli biskupi gród.

## Zamek gotycki
Zamek murowany zbudowany został w stylu gotyckim około 1340 roku z rozkazu biskupa Macieja z Gołańczy w miejscu wcześniejszego zniszczonego przez Krzyżaków grodu. Pierwszy murowany obiekt składał się z jednego budynku o trzech kondygnacjach i rozmiarach 12 × 25 metrów. W 1358 roku na zamku przebywał król Kazimierz Wielki. Po śmierci Kazimierza Wielkiego w 1370 roku i wynikłego stąd zamętu, w 1375 r. książę gniewkowski Władysław Biały korzystając z pomocy pana von Osten z Drezdenka i oddziałów burgundzkich Filipa Śmiałego wtargnął na Kujawy i obległ zamek w Raciążku.
Przed 1383 rokiem główny budynek został przez biskupa Zbyluta z Wąsocza poszerzony do rozmiarów 17 × 25 metrów. Wtedy też wzdłuż krawędzi zbocza wzniesiono mury obwodowe. Podczas kolejnych rozbudów przy południowym odcinku murów powstały zabudowania gospodarcze. W kwietniu 1388 roku na zamku przebywał Władysław Jagiełło. Zamek w okresie poprzedzającym Wielką Wojnę był kilkukrotnie wykorzystywany do rokowań z Krzyżakami. Następny pobyt Jagiełły potwierdzony jest 25 maja 1402 roku, gdy regulowano problem Drezdenka.
W dniach 18-23 maja 1404 roku na zamku przebywali król Władysław II Jagiełło i książę Witold Kiejstutowicz, których posłowie spotykali się na wyspie pod zamkiem z posłami wielkiego mistrza Konrada von Jungingen.  Negocjacje prowadzono na temat wykupu przez Polskę ziemi dobrzyńskie i zamku w Złotorii oraz potwierdzenia przynależności Żmudzi do Zakonu Krzyżackiego. W wyniku negocjacji podpisano pokój w Raciążku.
Po bitwie pod Grunwaldem w dniu 27 września 1410 roku na zamku zatrzymał się król Jagiełło, a 10-13 grudnia spotkał się na zamku z Heinrichem von Plauen. Ponownie król przebywał na zamku 2 lutego 1411 roku, oraz w końcu kwietnia 1414 roku. Ostatni raz król odwiedził zamek w maju 1420 roku. Przed 1422 rokiem dowódca załogi Dobek Puchała przekazał zamek kapitule. Z rachunków biskupich wiadomo, że prace budowlane prowadzono na zamku w latach 1498-1500.

## Rezydencja renesansowa
Przed 1537 rokiem biskup Jan Karnkowski sfinansował budowę czworobocznej wieży. W latach 1582–1600 Hieronim Rozdrażewski rozbudował zamek oraz przekształcił wnętrza tak aby powstała renesansowa rezydencja obronna. Podczas tej przebudowy wzniesiono przy suchej fosie czworoboczną wieżę bramną.
Po zniszczeniach z połowy XVII wieku zamek został opuszczony.

## Pałac barokowy
W początkach XVIII wieku Felicjan Konstanty Szaniawski wzniósł drewniany budynek poza terenem zamkowym, a w 1720 roku biskup Krzysztof Antoni Szembek wykorzystał zniszczone mury głównego budynku zamkowego do wzniesienia barokowego pałacu, do czego zatrudnił toruńskiego architekta Jana B. Cocchiego.
Pałac ten po III rozbiorze Polski został zburzony przez władze pruskie. Zachowały się jedynie fragmenty murów przyziemia. W latach 1978–85 przeprowadzono badania archeologiczno-architektoniczne.

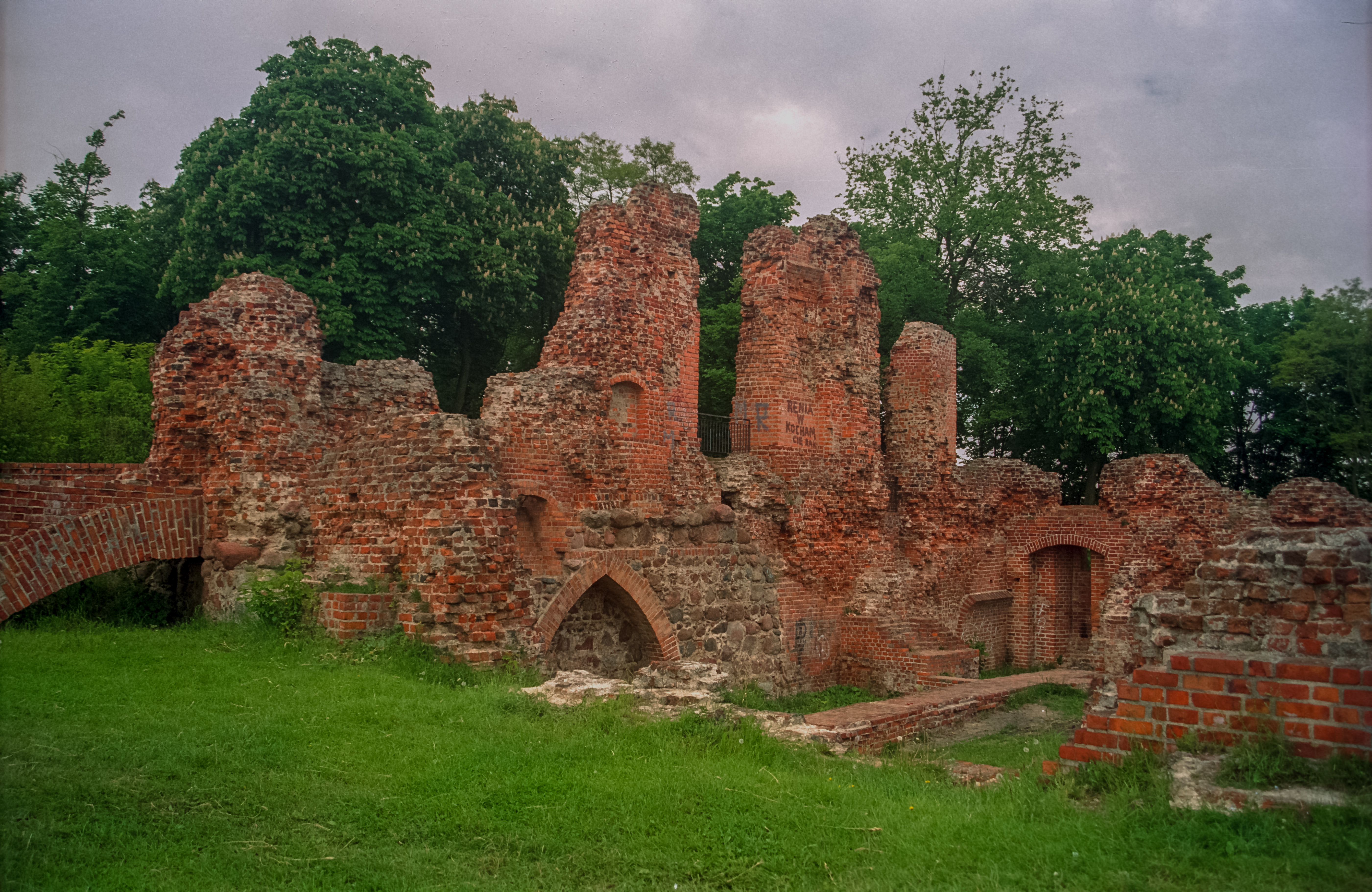
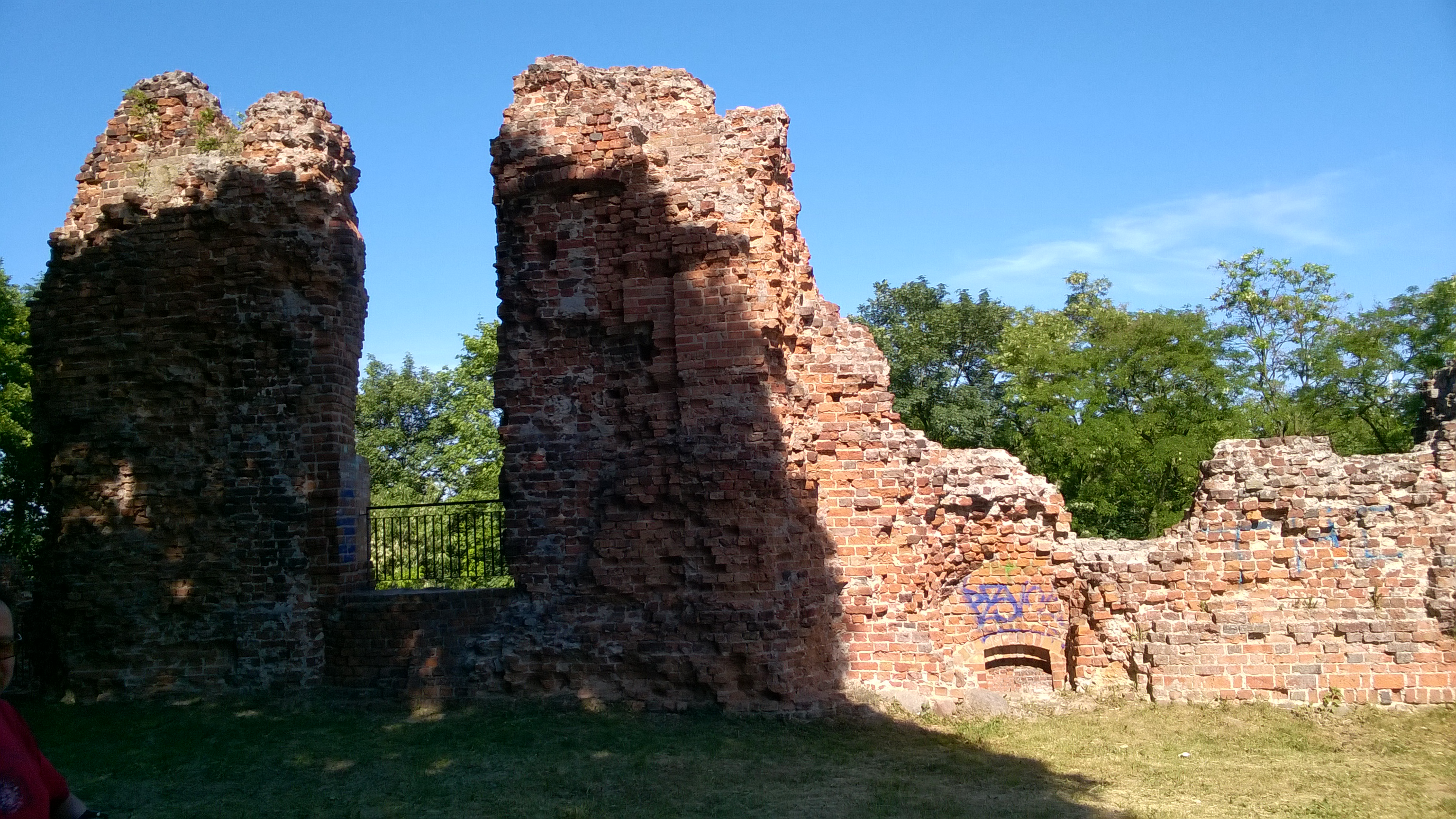
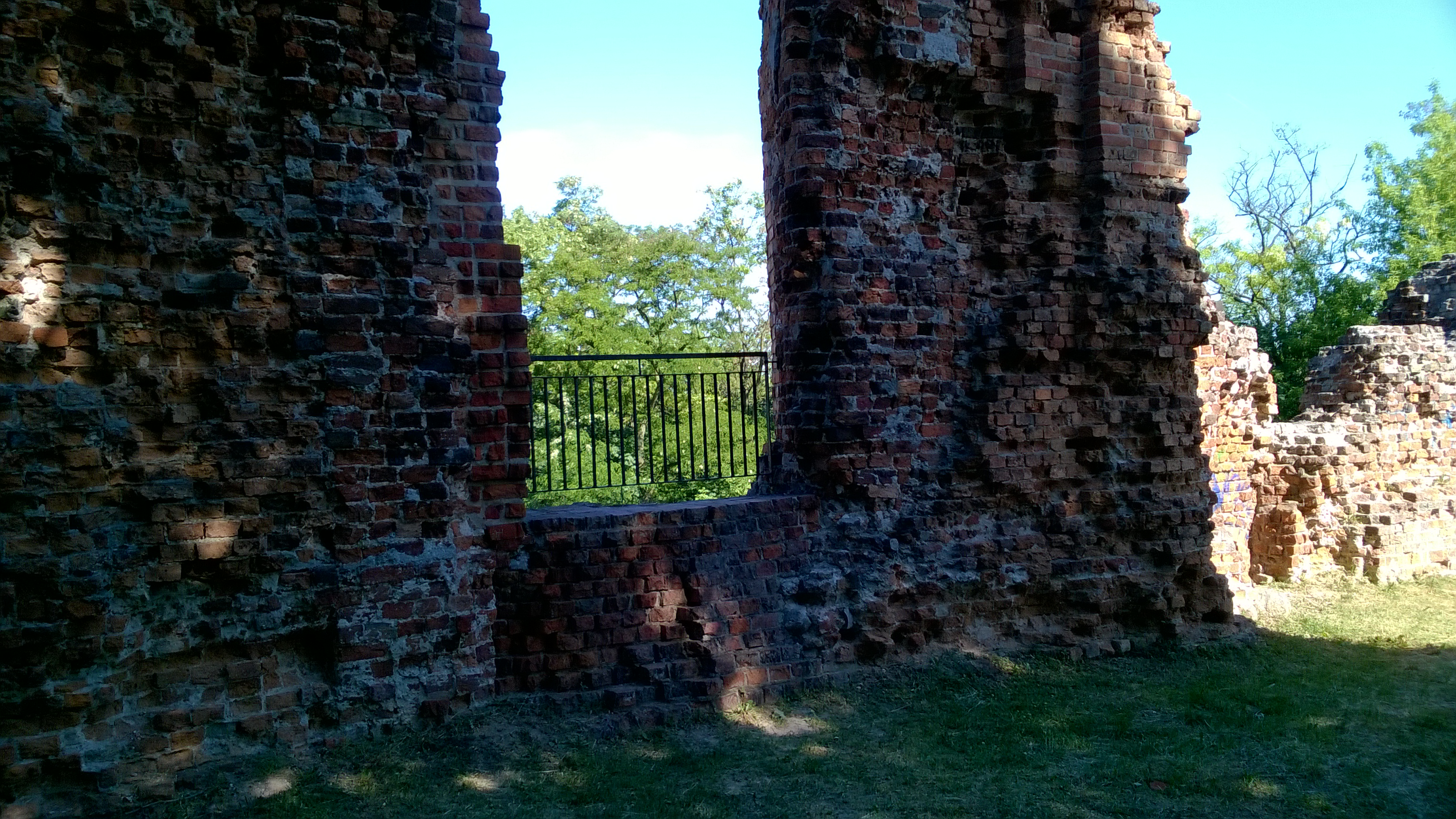
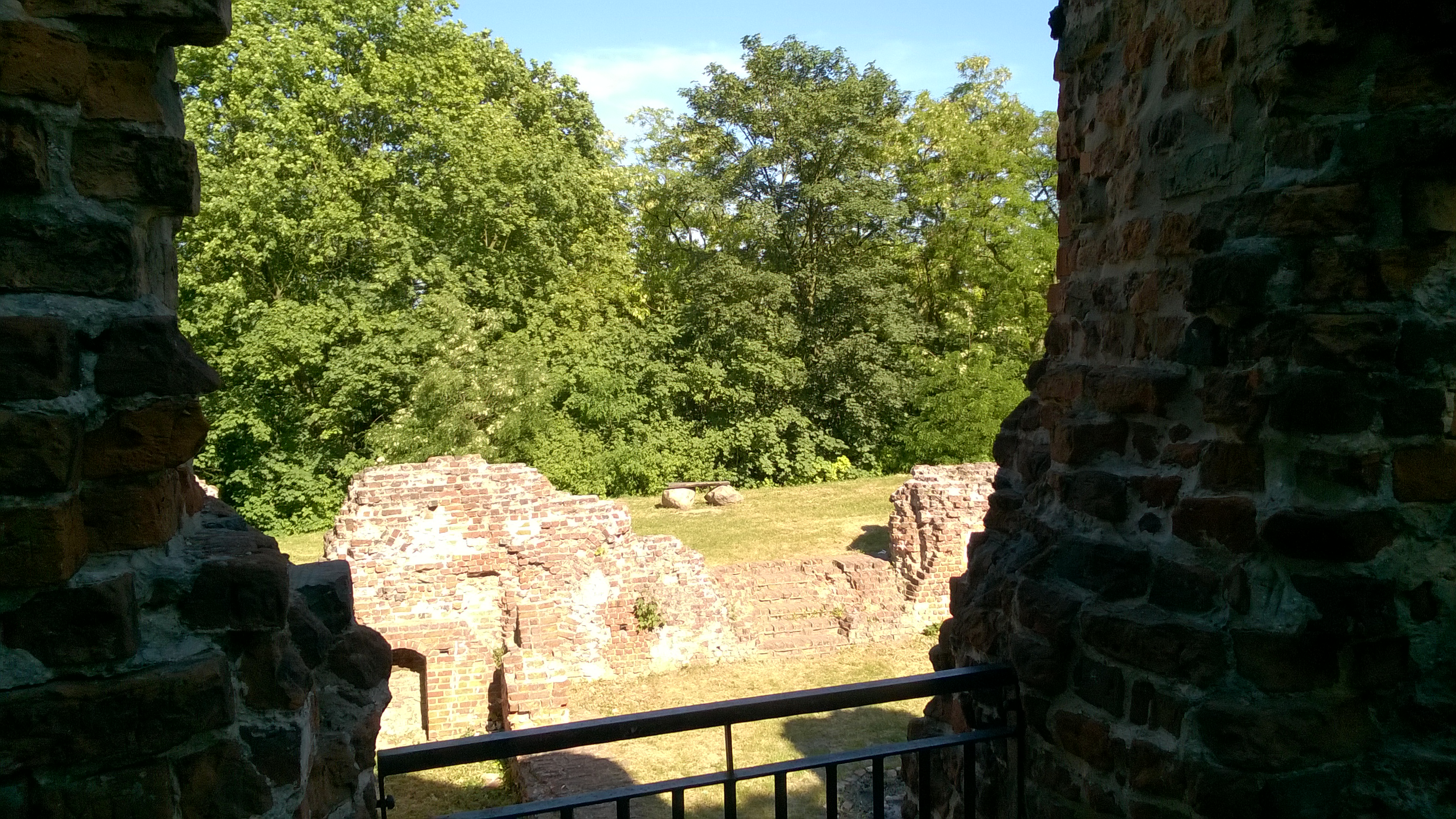
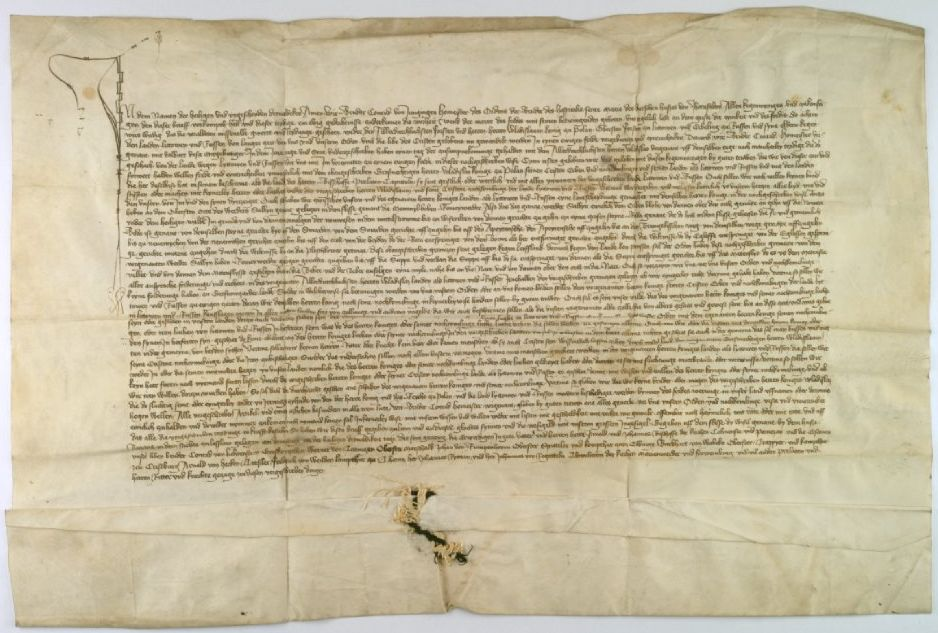
Dokument pokoju w Raciążku z 1404 roku